# Bordtennis under sommer-OL 2016 – Single damer
Kvindernes single i bordtennis var en del af bordtennis-programmet ved Sommer-OL 2016 i Rio de Janeiro. Arrangementet fandt sted fra 6 august-10 august 2016 i Riocentro.
Medaljerne blev overrakt af Ng Ser Miang, IOC medlem, Singapore og Petra Sörling, Executive Vice President for ITTF.